# Edward Walpole
Edward Walpole (1706 - 12 janvier 1784) est un homme politique britannique et un fils cadet de Robert Walpole, Premier ministre de 1721 à 1742.

## Jeunesse
Deuxième fils de Robert Walpole, il fait ses études au Collège d'Eton (1718) et au King's College de Cambridge (1725) et étudie le droit à Lincoln's Inn (1723), où il est admis au barreau en 1727. Il entreprend un Grand Tour en Italie en 1730.

## Carrière politique
Il entre au Parlement pour la première fois en tant que député de Lostwithiel lors d'une élection partielle le 29 avril 1730, à la suite du décès d'Edward Knatchbull plus tôt dans le mois. Il est nommé secrétaire adjoint au Trésor la même année.
Le 2 mai 1734, lors des élections générales, il succède à son oncle Horatio Walpole en tant que député de Great Yarmouth à Norfolk, conservant son siège pendant près de 34 ans jusqu'à l'élection de 1768, lorsque son cousin germain, Richard Walpole (fils de Horatio Walpole (1er baron Walpole)) le remplace.
Le 7 septembre 1737, William Cavendish (3e duc de Devonshire) est nommé lord lieutenant d'Irlande et Walpole son secrétaire en chef, mais il reste également secrétaire au Trésor. Il est admis au Conseil privé d'Irlande le 8 octobre de la même année et représente Ballyshannon à la Chambre des communes irlandaise, poste qu'il occupe jusqu'en 1760.
Le 9 mai 1739, le frère aîné d’Edward Walpole, Robert Walpole (2e comte d'Orford) démissionne de son poste de greffier des Pells afin de devenir auditeur de l’échiquier. Edward est nommé pour lui succéder et le remplace jusqu’à sa mort. Le 27 août 1753, il est nommé chevalier Compagnon de l'Ordre du Bain, ordre reconstitué par son père en 1725.

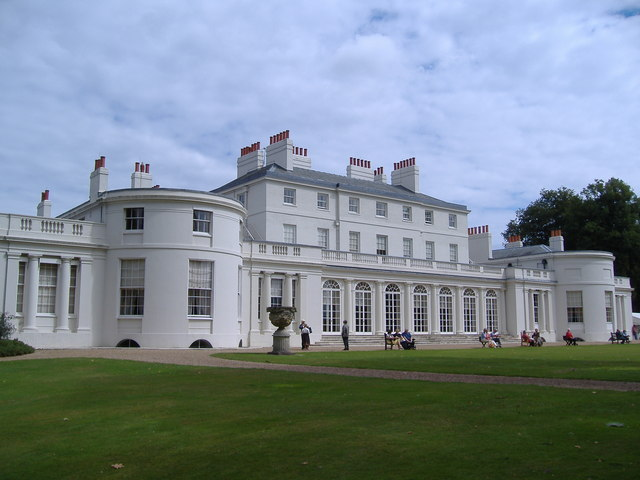
Frogmore House

## Famille
Walpole vit pendant un certain temps à Frogmore House à Windsor, dans le Berkshire, qu’il achète en 1748 et vend en 1766. Il achète ensuite une maison à Windsor, qu'il donne à sa fille Laura Keppel en 1778, et passe ses dernières années à Isleworth, où il est décédé en 1784.
Il ne s'est jamais marié, mais a un fils (qui meurt avant lui) et trois filles de sa compagne Dorothy Clement :
- Edward, décédé en 1771

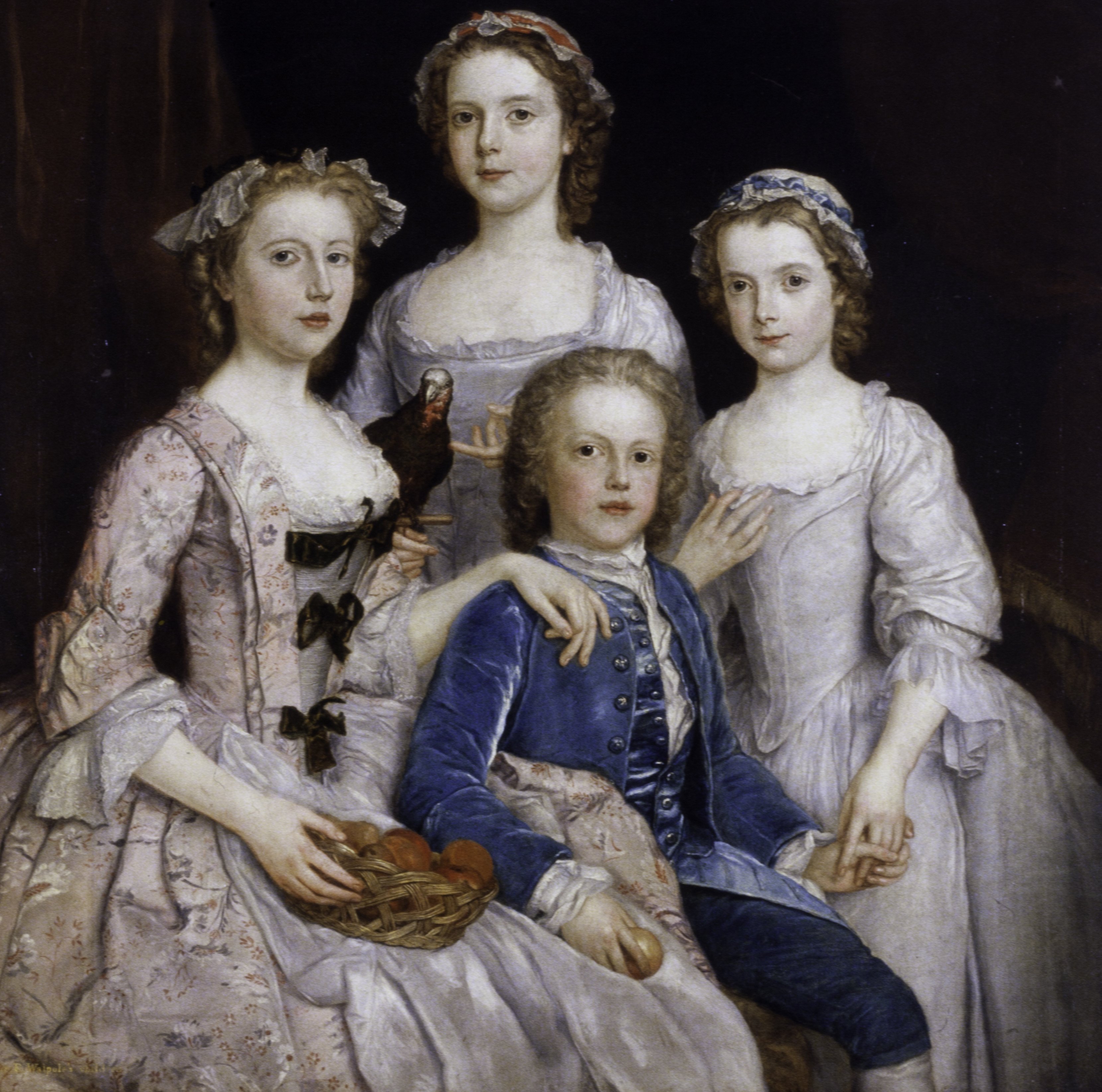
Laura, Maria, Charlotte et Edward

- Laura, qui se marie le 13 septembre 1758 avec Frédéric Keppel (futur évêque d'Exeter) et décédée le 27 juillet 1813
- Maria, qui épouse d'abord le 15 mai 1759 James Waldegrave (2e comte Waldegrave) et le 6 septembre 1766 le duc de Gloucester et meurt le 22 août 1807.
- Charlotte, qui épouse le 2 octobre 1760 Lionel Tollemache (5e comte de Dysart) et décédée le 5 septembre 1789, sans descendance.